# Alfonso del Brasile
Alfonso di Braganza (nome completo: Afonso Pedro de Alcântara Cristiano Leopoldo Filipe Eugênio Miguel Gabriel Rafael Gonzaga) (Rio de Janeiro, 23 febbraio 1845 – Rio de Janeiro, 11 giugno 1847) è stato un principe ereditario brasiliano, figlio di Pietro II del Brasile e di sua moglie Teresa Cristina delle Due Sicilie.
Figlio primogenito del padre, imperatore del Brasile, morì a soli due anni e la sua morte sconvolse non solo i genitori, ma pose anche a rischio la successione al trono del Brasile.

## Biografia

### La nascita

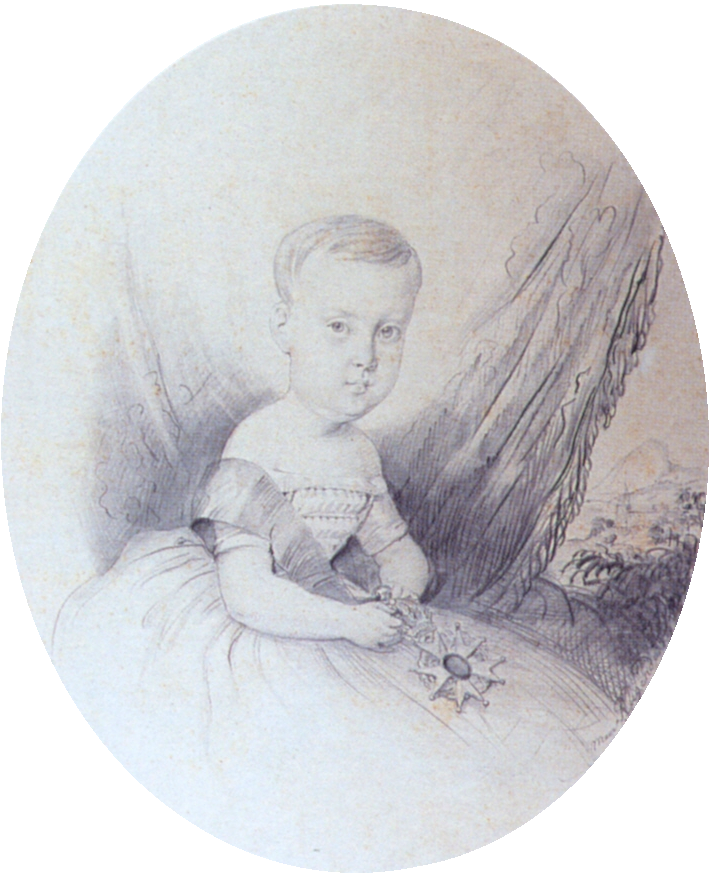
Uno schizzo raffigurante il principe ereditario Alfonso del Brasile, 1845

Alfonso nacque il 23 febbraio 1845 al Palazzo di São Cristóvão a Rio de Janeiro, Brasile. Attraverso il padre, l'imperatore Pietro II, era membro della famiglia brasiliana. Egli era infatti nipote dell'imperatore Pietro I del Brasile e nipote della regina Maria II del Portogallo. Per parte di madre, egli era nipote di Francesco I delle Due Sicilie e nipote di Ferdinando II delle Due Sicilie.
Secondo il costume dei monarchi portoghesi (di cui la dinastia regnante brasiliana era un ramo derivato), sia l'imperatore sia la corte erano presenti al momento della nascita di Alfonso. Poco dopo la sua venuta al mondo, il principe venne deposto tra le braccia di suo padre che lo presentò ufficialmente alla corte circostante e alla folla attorno al palazzo. Egli disse: "Signori, ecco il principe" e venne interrotto dall'emozione che gli impedì di terminare la frase. La nascita di un erede portò grande gioia in tutta la nazione.
Alfonso era in buona salute e si trovava inoltre nella posizione di primogenito il che lo rendeva diretto erede alla successione paterna. Il principe era molto somigliante al padre, in particolare nel volto e nei capelli e negli occhi. L'imperatore era a ogni modo colui che prestava la maggiore attenzione al principe come possiamo intuire da una lettera datata 21 dicembre 1846 che Pietro II scrisse alla sorella maggiore Maria II: "Per grazia di Dio stiamo tutti bene, sia io che l'imperatrice, e particolarmente bello sta divenendo anche il piccolo Alfonso che già cammina e pronuncia qualche parola che rimane perlopiù incomprensibile data l'età."
Pietro II, dopo un'adolescenza che aveva sconvolto sia lui sia il suo paese, aveva ritrovato piena serenità con la nascita del primo figlio. "La paternità", scrisse lo storico Roderick J. Barman, "diede all'Imperatore la sicurezza emotiva che cercava e quella confidenza con gli altri che aveva perduto negli anni della sua giovinezza." Inoltre la nascita del bambino aveva rinsaldato di molto i rapporti anche con la moglie Teresa Cristina che aveva sposato per puro interesse politico.

### La morte e le problematiche di successione

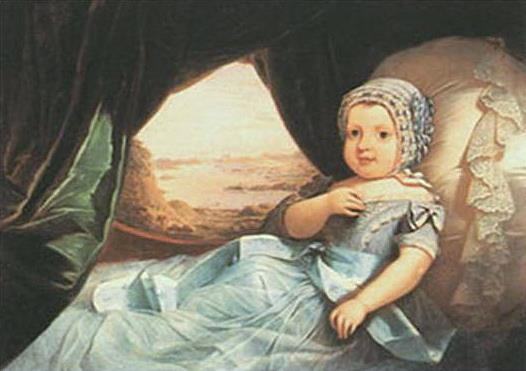
Un ritratto del principe Alfonso del 1845 circa

L'11 giugno 1847 il giovane principe stava giocando nella biblioteca del palazzo quando egli iniziò ad avere delle forti convulsioni e morì all'istante, a soli due anni di età. Il dolore di Pietro II e della moglie nell'apprendere questa notizia fu enorme e devastante, soprattutto perché si temeva che il dolore potesse gravare in particolar modo sulla salute dell'Imperatrice Teresa Cristina che era incinta del terzo figlio. Il 13 luglio di quell'anno ella diede infatti alla luce la principessa Leopoldina che nacque con un parto difficile e tra mille preoccupazioni. L'Imperatore, devastato nell'animo, scrisse una lettera alla matrigna l'Imperatrice Amelia, datata all'11 luglio 1847, narrandole appunto della morte di Alfonso: "È col più grande e vivo dolore che le voglio annunciare che il mio piccolo Alfonso, vostro nipote, sfortunatamente è morto di convulsioni. Sono preoccupato anche per la sorte della piccola Isabella che a volte sembra dare segni di questa sofferenza". Pietro II scrisse anche un sonetto in onore del figlio, dal titolo "In morte del principe Don Pedro" poco dopo la morte di questi:
Ma chi può raccontare ciò che sente un'anima distrutta

di un padre al quale Dio ha voluto tagliare con la sua spada

il fiore del suo futuro, il suo amato figlio.
Tre giorni dopo la morte del piccolo, alle 19:00, si svolse un grande funerale di stato. Egli venne sepolto assieme agli altri membri della famiglia imperiale nel mausoleo presso il Convento di Sant'Antonio a Rio de Janeiro.
Dopo la morte del bambino, tutta la vita di Pietro II venne fortemente condizionata, anche a livello amministrativo e di reggenza della sua carica di monarca in quanto egli vedeva il suo trono inabissarsi nell'oblio, fatto che ben presto lo portò a una carenza non solo a livello famigliare della sua figura di padre, ma anche a livello di capo di Stato, il che porterà lentamente al tracollo dell'Impero brasiliano.

## Ascendenza
|                                        |                                |                                       | Genitori                        |  |  | Nonni |  |  | Bisnonni                   |  |  | Trisnonni                 |  |
|                                        |                                |                                       |                                 |  |  |       |  |  | Giovanni VI del Portogallo |  |  | Pietro III del Portogallo |  |
|                                        |                                |                                       |                                 |  |  |       |  |  | Giovanni VI del Portogallo |  |  | Pietro III del Portogallo |  |
|                                        |                                | Maria I del Portogallo                |                                 |  |  |       |  |  | Giovanni VI del Portogallo |  |  |                           |  |
| Pietro IV del Portogallo               |                                |                                       |                                 |  |  |       |  |  | Giovanni VI del Portogallo |  |  |                           |  |
|                                        |                                | Carlotta Gioacchina di Borbone-Spagna | Carlo IV di Spagna              |  |  |       |  |  |                            |  |  |                           |  |
|                                        |                                | Carlotta Gioacchina di Borbone-Spagna | Carlo IV di Spagna              |  |  |       |  |  |                            |  |  |                           |  |
|                                        |                                | Carlotta Gioacchina di Borbone-Spagna | Maria Luisa di Borbone-Parma    |  |  |       |  |  |                            |  |  |                           |  |
| Pietro II del Brasile                  |                                | Carlotta Gioacchina di Borbone-Spagna |                                 |  |  |       |  |  |                            |  |  |                           |  |
|                                        |                                | Francesco II d'Asburgo-Lorena         | Leopoldo II d'Asburgo-Lorena    |  |  |       |  |  |                            |  |  |                           |  |
|                                        |                                | Francesco II d'Asburgo-Lorena         | Leopoldo II d'Asburgo-Lorena    |  |  |       |  |  |                            |  |  |                           |  |
|                                        |                                | Francesco II d'Asburgo-Lorena         | Maria Luisa di Borbone-Spagna   |  |  |       |  |  |                            |  |  |                           |  |
| Maria Leopoldina d'Asburgo-Lorena      |                                | Francesco II d'Asburgo-Lorena         |                                 |  |  |       |  |  |                            |  |  |                           |  |
|                                        |                                | Maria Teresa di Borbone-Due Sicilie   | Ferdinando I delle Due Sicilie  |  |  |       |  |  |                            |  |  |                           |  |
|                                        |                                | Maria Teresa di Borbone-Due Sicilie   | Ferdinando I delle Due Sicilie  |  |  |       |  |  |                            |  |  |                           |  |
|                                        |                                | Maria Teresa di Borbone-Due Sicilie   | Maria Carolina d'Asburgo-Lorena |  |  |       |  |  |                            |  |  |                           |  |
| Alfonso del Brasile                    |                                | Maria Teresa di Borbone-Due Sicilie   |                                 |  |  |       |  |  |                            |  |  |                           |  |
|                                        | Ferdinando I delle Due Sicilie | Carlo III di Spagna                   |                                 |  |  |       |  |  |                            |  |  |                           |  |
|                                        | Ferdinando I delle Due Sicilie | Carlo III di Spagna                   |                                 |  |  |       |  |  |                            |  |  |                           |  |
|                                        | Ferdinando I delle Due Sicilie | Maria Amalia di Sassonia              |                                 |  |  |       |  |  |                            |  |  |                           |  |
| Francesco I delle Due Sicilie          | Ferdinando I delle Due Sicilie |                                       |                                 |  |  |       |  |  |                            |  |  |                           |  |
|                                        |                                | Maria Carolina d'Asburgo-Lorena       | Francesco I di Lorena           |  |  |       |  |  |                            |  |  |                           |  |
|                                        |                                | Maria Carolina d'Asburgo-Lorena       | Francesco I di Lorena           |  |  |       |  |  |                            |  |  |                           |  |
|                                        |                                | Maria Carolina d'Asburgo-Lorena       | Maria Teresa d'Austria          |  |  |       |  |  |                            |  |  |                           |  |
| Teresa Cristina di Borbone-Due Sicilie |                                | Maria Carolina d'Asburgo-Lorena       |                                 |  |  |       |  |  |                            |  |  |                           |  |
|                                        |                                | Carlo IV di Spagna                    | Carlo III di Spagna             |  |  |       |  |  |                            |  |  |                           |  |
|                                        |                                | Carlo IV di Spagna                    | Carlo III di Spagna             |  |  |       |  |  |                            |  |  |                           |  |
|                                        |                                | Carlo IV di Spagna                    | Maria Amalia di Sassonia        |  |  |       |  |  |                            |  |  |                           |  |
| Maria Isabella di Borbone-Spagna       |                                | Carlo IV di Spagna                    |                                 |  |  |       |  |  |                            |  |  |                           |  |
|                                        |                                | Maria Luisa di Borbone-Parma          | Filippo I di Parma              |  |  |       |  |  |                            |  |  |                           |  |
|                                        |                                | Maria Luisa di Borbone-Parma          | Filippo I di Parma              |  |  |       |  |  |                            |  |  |                           |  |
|                                        |                                | Maria Luisa di Borbone-Parma          | Elisabetta di Borbone-Francia   |  |  |       |  |  |                            |  |  |                           |  |
|                                        |                                | Maria Luisa di Borbone-Parma          |                                 |  |  |       |  |  |                            |  |  |                           |  |